# 陳彦
陳彦（チェン・ヤン、1963年 - ）は、中華人民共和国の小説家、劇作家。代表作に小説『主演女優』（原題:『主角』）。

## 略歴
1963年の陝西省商洛市鎮安県に生まれる。
1980年、処女作『爆破』は『陝西工人文藝』掲載された。
2004年、陝西省戯曲研究院の院長に就任。
2018年に発表した長篇小説『主演女優』が第10回茅盾文学賞を受賞した。

## 著書
- 『主角』（邦題:『主演女優』）
- 『裝台』（邦題:『西京 バックステージ仕込み人』）
- 『西京故事』
- 『遲開的玫瑰』
- 『大樹西遷』
- 『説秦腔』

## 日本語訳
- 『西京 バックステージ仕込み人』上下（裝台）菱沼彬晁訳 晩成書房 2019年
- 『主演女優』上中下（主角）菱沼彬晁訳 晩成書房 2023年